# 거저리과
거저리과(Tenebrionidae)는 딱정벌레목의 한 과이다. 거저리과의 종 수는 20,000종 이상으로 추산되며 거의 전 세계에 분포한다. 대부분의 거저리류는 어두운 곳에서 서식하지만, 낮에만 활동하고 밤에는 활동하지 않는 Stenocara 및 Onymacris와 같은 많은 종이 있다.

## 특징
거저리과는 다음과 같은 특징의 조합으로 동정할 수 있다.
- 11마디로 된 더듬이는 실 모양(사상형), 염주형 또는 약한 곤봉형일 수 있다.
- 복부의 제1복판은 전체적이고 뒷다리 밑마디(기절)에 의해 나누어지지 않는다.
- 눈 앞머리 능선으로 홈이 파인 눈
- 발목마디(부절)에는 뒷다리에 4개의 마디가 있고 앞다리와 가운뎃다리에 5개의 마디(5-5-4)가 있으며 발톱은 단순하다.

## 생태
거저리류는 식물질 청소부로서 주로 사막과 숲의 생태적 틈새를 차지한다. 대부분의 종은 일반적인 잡식성이며, 유충과 성충은 썩어가는 나뭇잎, 썩어가는 나무, 신선한 식물질, 죽은 곤충, 곰팡이를 먹고 산다. Bolitotherus를 포함한 몇몇 속은 단단한 버섯류를 먹고 산다. 더 큰 종의 대부분은 날지 못하며, 갈색거저리와 같이 날 수 있는 능력이 있음에도 날지 못하는 경우가 많다.
밀웜으로 알려진 유충은 일반적으로 단단히 경화되어 있고, 굴을 파고 생활하며 야행성아다. 거저리류 유충은 특정 무척추동물과 작은 포유류에게 중요한 먹이 자원이 될 수도 있다. 그러나 많은 종의 성충은 화학적 방어 능력을 갖추고 있어 포식자로부터 자신을 보호할 수 있다. 곡물 해충으로 알려진 종을 제외한 대부분의 종의 성충은 신진대사가 느리고 다른 곤충에 비해 수명이 약 6개월에서 2년으로 길다.
나미브 사막과 같이 극도로 건조한 사막에 살고 있는 일부 종은 겉날개에 안개 방울을 모으는 적응 방식을 진화시켰다. 물방울이 쌓이면 물은 거저리의 등에서 입 부분으로 빠져나가 그곳에서 삼켜지게 된다.
인간은 곡물 제품을 통해 전파된 거짓쌀도둑거저리(Tribolium castaneum)와 같은 일부 종을 국제적으로 퍼뜨렸다.

## 하위 분류
- 썩덩벌레아과(Alleculinae) Laporte, 1840
- Blaptinae Leach, 1815
- 르위스거저리아과(Diaperinae) Latreille, 1802
- Kuhitangiinae G.S. Medvedev, 1962
- 잎벌레붙이아과(Lagriinae) Latreille, 1825
- Nilioninae Oken, 1843
- Phrenapatinae Solier, 1834
- 조롱박거저리아과(Pimeliinae)Latreille, 1802
- 호리병거저리아과(Stenochiinae) Kirby, 1837
- 거저리아과(Tenebrioninae) Latreille, 1802
- Zolodininae Watt, 1975

### 잘 알려져 있는 종
거저리과 여러 종의 유충은 애완동물의 먹이용으로 또는 실험용으로 대량 사육된다.
- 갈색거저리는 일반적으로 애완동물의 먹이용으로 사용된다.
- 거짓쌀도둑거저리는 모델생물, 특히 유전자내 갈등(Intragenomic conflict) 및 집단생태학 연구에 유용한 실험 동물로 사용된다.
- 아메리카왕거저리 또는 슈퍼웜(슈퍼밀웜)은 파충류의 먹이로 가치가 있다. 갈색거저리보다 키틴 함량이 적다.
- 외미거저리는 버팔로웜으로 불리며 밀웜보다 작아 소형 동물의 먹이로 사용된다.
- 많은 거저리류, 특히 거짓쌀도둑거저리를 포함한 쌀도둑거저리속은 곡물과 밀가루 사일로(대형 곡물 저장고) 및 기타 저장 시설의 해충이다.
- 북아메리카 남서부에서 Eleodes 속의 종(특히 E. obscurus)은 "pinacate beetles" 또는 "desert stink beetles"로 잘 알려져 있다.
- Stenocara 및 Onymacris와 같은 여러 속은 건조한 조건 및 관련 적응에 대한 생태학적 연구의 대상종으로 관심이 집중되고 있다.
- "구룡충(九龍蟲)"으로 알려진 구룡거저리는 중국에서는 성충을 그대로 삼켜 강장제로 먹고, 아르헨티나에서는 천식 및 기타 질병이나 암 치료제로 여겨지며 섭취된다.